# Geografisch middelpunt van België
Het geografisch middelpunt van België ligt in Nil-Saint-Vincent, een kerkdorpje in de gemeente Walhain, in de provincie Waals-Brabant.

Het Nationaal Geografisch Instituut herberekende in 1989 het geografisch middelpunt van België. Het was namelijk eerst toegekend aan de gemeente Itter, maar hield geen rekening met de toevoeging van de Oostkantons na het verdrag van Versailles in 1919. 
Een klein monumentje, ingewijd op 22 augustus 1998 vermeldt de historische achtergrond (in het Nederlands, Frans en Duits) en geeft de exacte locatie aan: 50° 38′ 28″ NB, 4° 40′ 5″ OL

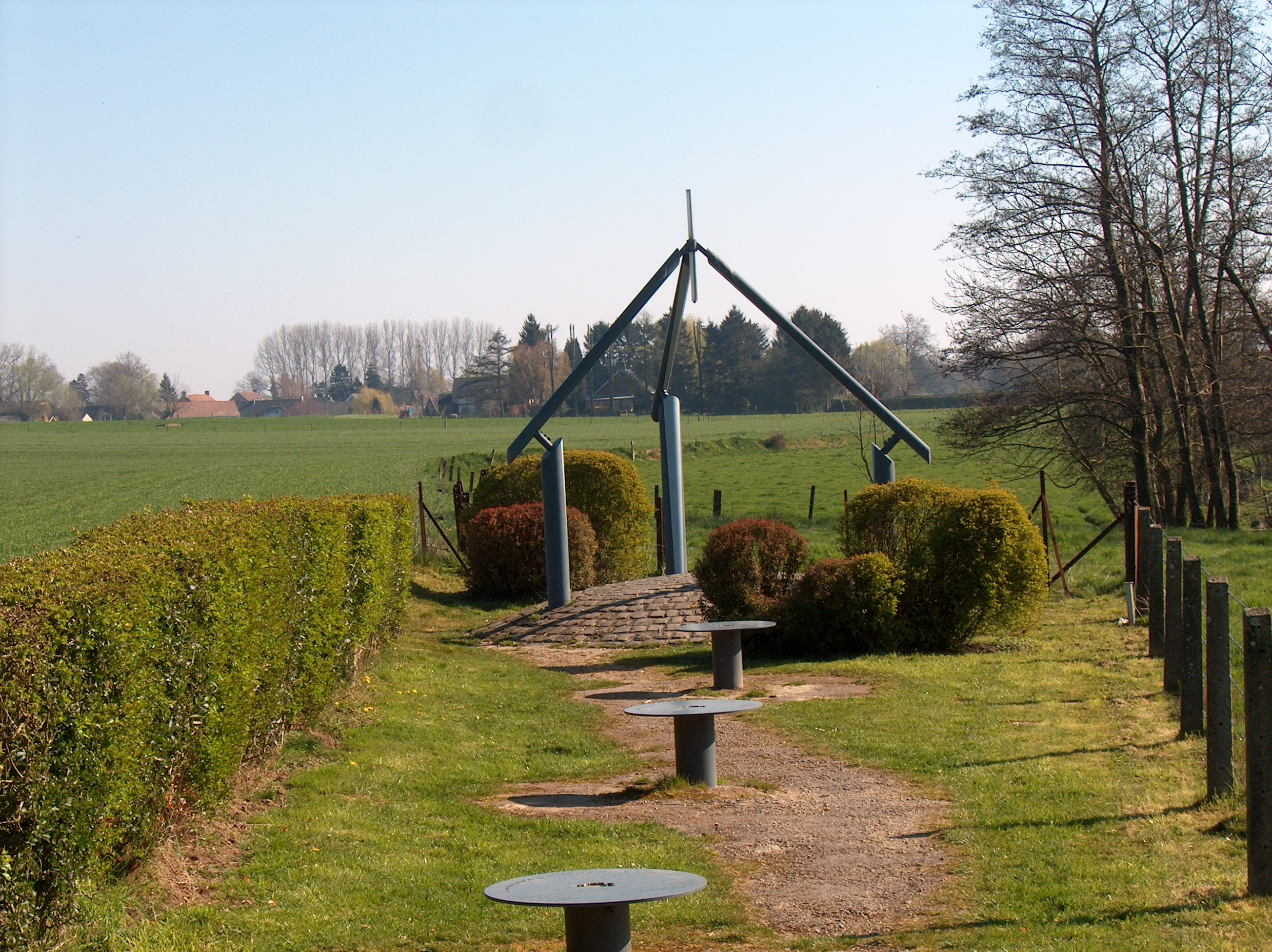
Monument van het geografisch middelpunt van België